# Magnetar

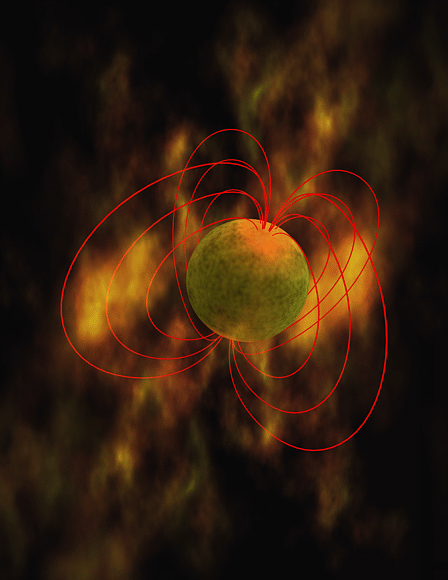
Magnetar, wraz z liniami pola magnetycznego – wizja artysty (Źródło: NASA)

Magnetar – obiekt zwarty (gwiazda neutronowa lub hipotetyczna gwiazda kwarkowa), posiadający bardzo silne pole magnetyczne, B>1010 T (1014 Gs), emitujący w sposób regularny (pulsy) lub nieregularny (błyski) promieniowanie gamma oraz promieniowanie rentgenowskie.
Model magnetara został zaproponowany przez Roberta Duncana i Christophera Thompsona w roku 1992. Uważa się, że magnetary manifestują swoje istnienie jako powtarzalne źródła miękkich promieni gamma (ang. Soft Gamma Repeaters, SGR) lub anomalne pulsary rentgenowskie (ang. Anomalous X-ray Pulsars, AXP). Obecnie (sierpień 2021) znane są 24 potwierdzone takie obiekty oraz 6 kandydatów. Okresy obrotu magnetarów mieszczą się w przedziale od dwóch do dwunastu sekund, są zatem, w porównaniu do całej populacji pulsarów, obiektami wolnorotującymi. Powolna rotacja jest spowodowana oddziaływaniem silnego pola magnetycznego z otoczeniem; wśród gwiazd neutronowych, u których można zmierzyć okres i jego zmianę w czasie, magnetary wykazują największe zmiany (wydłużanie) okresu.

## Powstanie
Magnetar powstaje z największych istniejących gwiazd, o masach kilkadziesiąt razy większych od Słońca wskutek wybuchu supernowej, podczas którego w przestrzeń ucieka duża część materii gwiazdy. Podczas wcześniejszych etapów ewolucji pola magnetyczne w tych gwiazdach są stosunkowo słabe. Sam mechanizm powstawania magnetarów jest bardzo słabo znany. Gwiazdy o znacznych masach, z których powstają magnetary, zazwyczaj zapadają się jako czarne dziury i nie powstają z nich gwiazdy neutronowe.
Według jednego z modeli, magnetary powstają w bardzo ciasnych układach podwójnych, w którym masywne gwiazdy obiegają się w niewielkiej odległości – mniejszej niż odległość Ziemi od Słońca. W pierwszej fazie powstawania magnetara, w bardziej masywnej gwieździe układu zaczyna brakować materiału do fuzji jądrowej (większe gwiazdy szybciej się wypalają) i zaczyna odrzucać swoją zewnętrzną powłokę która zostaje ściągana przez jej mniejszego kompana. Akrecja materii na powierzchni mniejszej gwiazdy powoduje przyspieszenie jej ruchu obrotowego bez czego nie może powstać żaden magnetar. W drugiej fazie, początkowo mniejsza gwiazda staje się na tyle masywna, że sama z kolei jest zmuszona do odrzucenia części swojej materii która jest przechwycona przez jej towarzysza. Gwiazda której masa początkowo wynosiła ponad 40 mas Słońca staje się na tyle mała, że po jej wybuchu jako supernowa może z niej powstać gwiazda neutronowa, a nie czarna dziura.
Po eksplozji pozostaje tylko gorące i gęste jądro. Jeśli masa tej pozostałości po wybuchu jest większa od ponad dwóch mas Słońca, zapada się tworząc czarną dziurę. Jeśli jednak masa będzie mniejsza to powstanie gwiazda neutronowa. W ciągu kilkudziesięciu następnych sekund decydują się dalsze losy gwiazdy. Obiekt zapadając się zachowuje moment pędu, co sprawia, że wiruje coraz szybciej. Gdy tempo rotacji pozostałości po supernowej zwiększy się do 300-1000 obrotów na sekundę, w ciągu kilkunastu sekund powstaje magnetar, jeżeli do 50-100 to pozostaje zwykłą gwiazdą neutronową. Podczas zapadania supernowej zachowany zostaje strumień pola magnetycznego Φ=BR², a różnice w prędkości obrotowej różnych warstw zwiększają natężenie tego pola. Gwiazdy ciągu głównego z typowymi promieniami R~109 m mają pola magnetyczne rzędu od 10−4 do 10 T. Podczas kolapsu do białego karła o rozmiarach R~107 m ich pole magnetyczne wzrasta do 10 – 104 T. Zmniejszenie promienia gwiazdy neutronowej do 10–12 km oznacza ogromny wzrost pola magnetycznego do 107 – 1010 T. Hipotetyczne gwiazdy kwarkowe (gwiazdy dziwne) mające jeszcze mniejsze promienie (< 10 km) miałyby jeszcze większe pola magnetyczne.
Podwójny proces odrzucenia i akrecji materii pozostawia za sobą unikalny chemiczny ślad w drugiej gwieździe układu. Zakładając, że model ciasnego układu podwójnego jest zgodny z rzeczywistością, to po wybuchu supernowej druga gwiazda zostaje wyrzucona z układu z dużą prędkością co może być następnym sygnałem, że taka samotnie, szybko poruszająca się gwiazda była w przeszłości jednym ze składników układu podwójnego.
Westerlund 1-5 jest pierwszą odkrytą gwiazdą której skład chemiczny i szybki ruch własny bardzo silnie sugerują, że powstała ona w takich okolicznościach, drugim składnikiem układu był prawdopodobnie obecny magnetar CXO J164710.2-455216.

## Efekt istnienia silnych pól magnetycznych

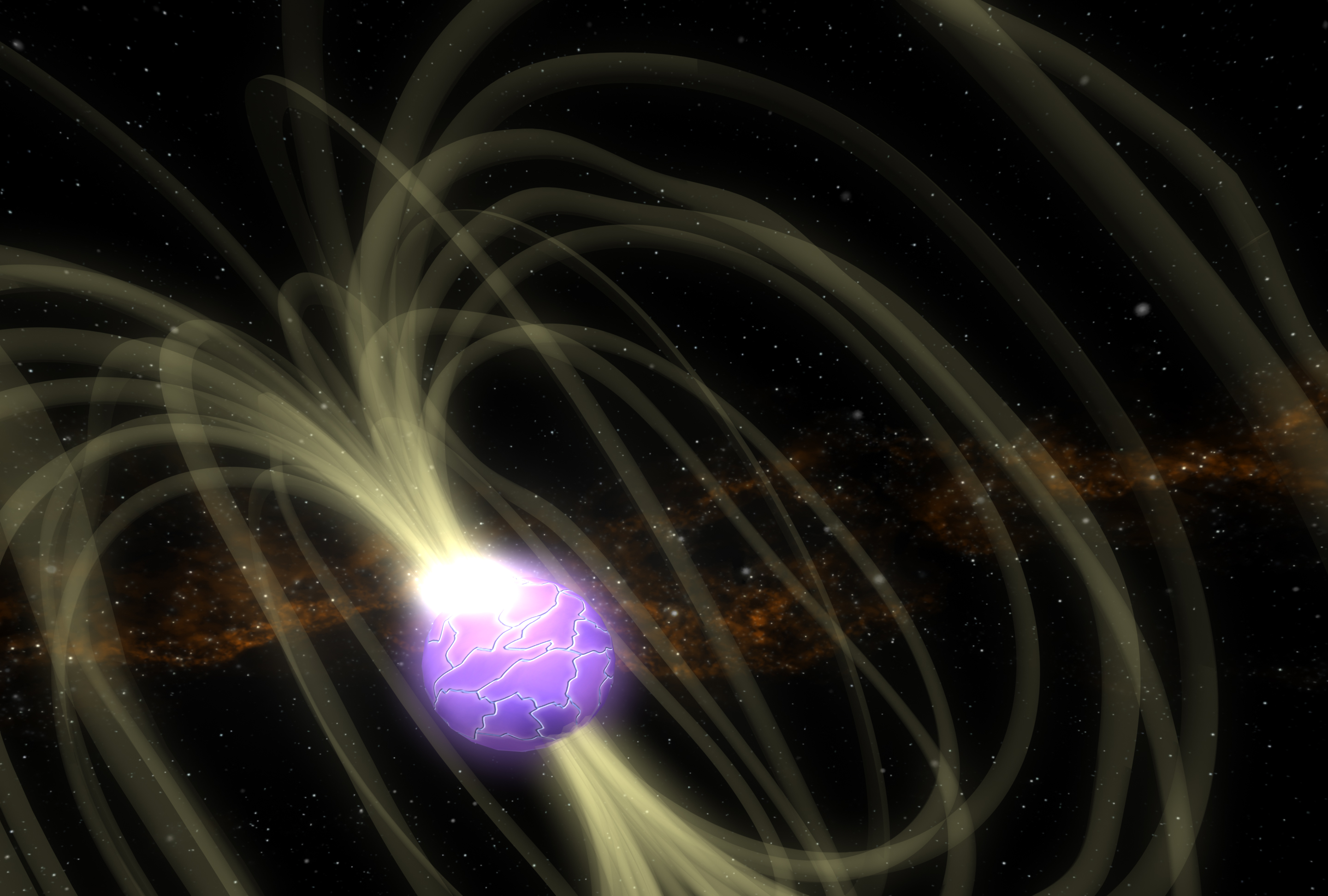
Eksplozja na powierzchni magnetara, na rysunku widoczne są linie pola magnetycznego – wizja artysty (Źródło: NASA)

Energia pola magnetycznego jest tak duża, że przewyższa energię rotacji gwiazdy. Pole magnetyczne silnie wpływa na własności plazmy obiektu, jak i spadającej na gwiazdę materii. Cząstki obdarzone ładunkiem (np. elektrony) poruszają się po linii śrubowej wzdłuż linii pola magnetycznego. Krążenie to powoduje emisję promieniowania synchrotronowego, jak również efekty kwantowe, których przyczyna jest taka sama, jak rejestrowanych w kwantowym efekcie Halla. Skwantowane wiązki elektronów powinny dawać rozróżnialny wkład do emisji synchrotronowej, w rzeczywistości poruszają się raczej jednak wzdłuż linii sił pola.
Nawet neutrony, które są elektrycznie obojętne, oddziałują z polem elektromagnetycznym poprzez ich anomalny moment magnetyczny. Materia gwiazdy jest pod wpływem silnej anizotropii i jest silnie zdeformowana. Deformacja narasta ze wzrostem pola magnetycznego, co prowadzi do niestabilności gwiazdy. Od czasu do czasu energia zawarta w takiej strukturze pola magnetycznego może zostać wyzwolona w postaci potężnej eksplozji (zobacz rekoneksja magnetyczna), tak jak np. w rozbłyskach na Słońcu czy innych gwiazdach o mniejszych temperaturach efektywnych. Pole magnetara może w ciągu 10 sekund wyemitować energię rzędu 1039 J, a promieniowanie w zakresie gamma oraz rentgenowskim jest porównywalne w natężeniu z wybuchem supernowej. 27 grudnia 2004 roku do Ziemi dotarło promieniowanie pochodzące z takiej eksplozji, która miała miejsce na powierzchni magnetara SGR 1806-20. W roku 1998 podobne wydarzenie spowodowało nawet mierzalną zmianę jonizacji jonosfery ziemskiej.
Jeżeli w pobliżu magnetara znajdzie się obłok gazu, to spadająca na magnetara plazma utworzy dysk akrecyjny i dżety.